# Acalolepta sericeipennis
Acalolepta sericeipennis är en skalbaggsart som beskrevs av Stefan von Breuning 1965. Acalolepta sericeipennis ingår i släktet Acalolepta och familjen långhorningar.
Artens utbredningsområde är Laos. Inga underarter finns listade i Catalogue of Life.